# Мессіна (родовище)

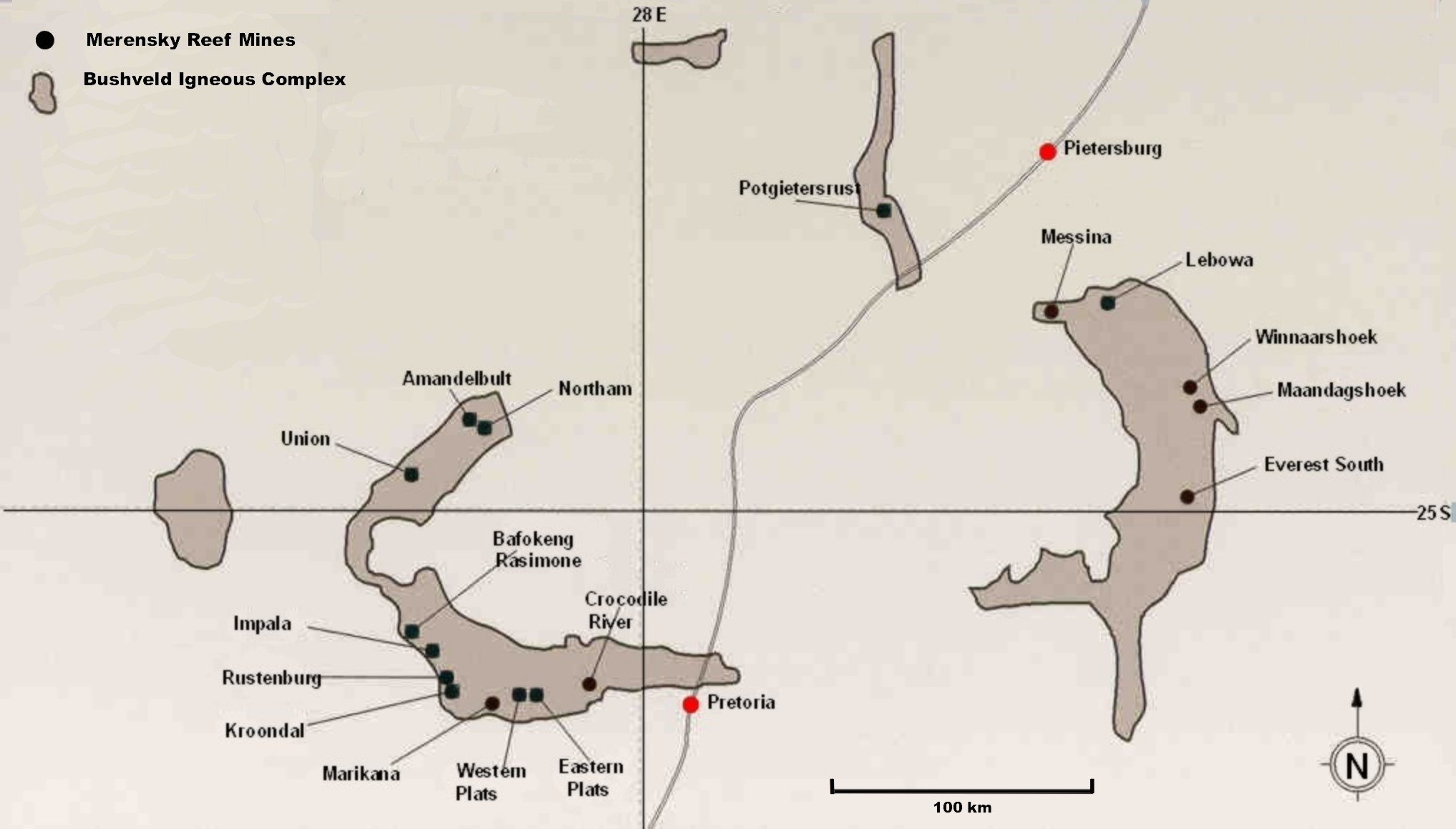
Bushveld Igneous Complex Mines

Мессі́на — родовище і рудник платиноїдів в ПАР, у Східному секторі Бушвельда. Розташований за 30 км східніше від м. Потґітерсрус (Potgietersrus), за 20 км на заходу від платиноїдного рудника Лебова (Аток) (Lebowa).

## Характеристика
На родовищі розвідані рифи Меренського і UG-2, які знаходяться тут на відстані 135 м один від одного і круто, під кутом 58о занурюються на південь. Станом на 1999 р загальні запаси (всіх категорій) по обох рифах до глибини 575 м становлять 51 млн т руди з сумарним вмістом МПГ і золота 6.4 г/т (326 т благородних металів), в тому числі підтверджені (категорії measured) — 24 млн т з 6.3 г/т МПГ і золота (всього 151 т) [African Mining. 1999. V.4, № 4]. До глибини 1000 м загальні запаси МПГ і золота підраховані в кількості 494.5 т [World Gold. 2001. V.4, № 4]. Родовище належить канадській компанії SouthernEra Resources Ltd. (70.4% активів).
У 1999–2000 рр. на родовищі Мессіна компанією SouthernEra Resources Ltd. побудована шахта до глибини 250 м. У 2001 р. видобута перша руда. На початковій стадії роботи рудника і цеху збагачення намічено щорічно добувати до 200–250 тис. т руди і вилучати з неї в концентрат до 0.9-1.1 т МПГ і золота [African Mining. 2001. V.6, № 2]. У 2003 р. компанія має намір довести річну продуктивність рудника до 950 тис. т руди і до 5.0-5.5 т МПГ і золота.
У 2003 р. платиновий рудник Мессіна (оператор — SouthernEra Resources Ltd.) досяг запланованої потужності. Щомісячний рівень видобутку руди — 80 тис. т руди. В мали намір виконати цю задачу вже у вересні 2003 р. Крім того, у 2003 р. почате розвідувальне буріння на дільниці Вурспед-Іст (Voorspoed East), експлуатація якого намічена у другу стадію реалізації проекту Мессіна. Ресурси цієї дільниці оцінені в 1.7 млн унцій (52.9 т) МПГ. Усього проектом передбачено три стадії освоєння родовища Мессіна [InfoMine].

## Технологія розробки
Підземний видобуток.